# التأثير البيئي للدهان

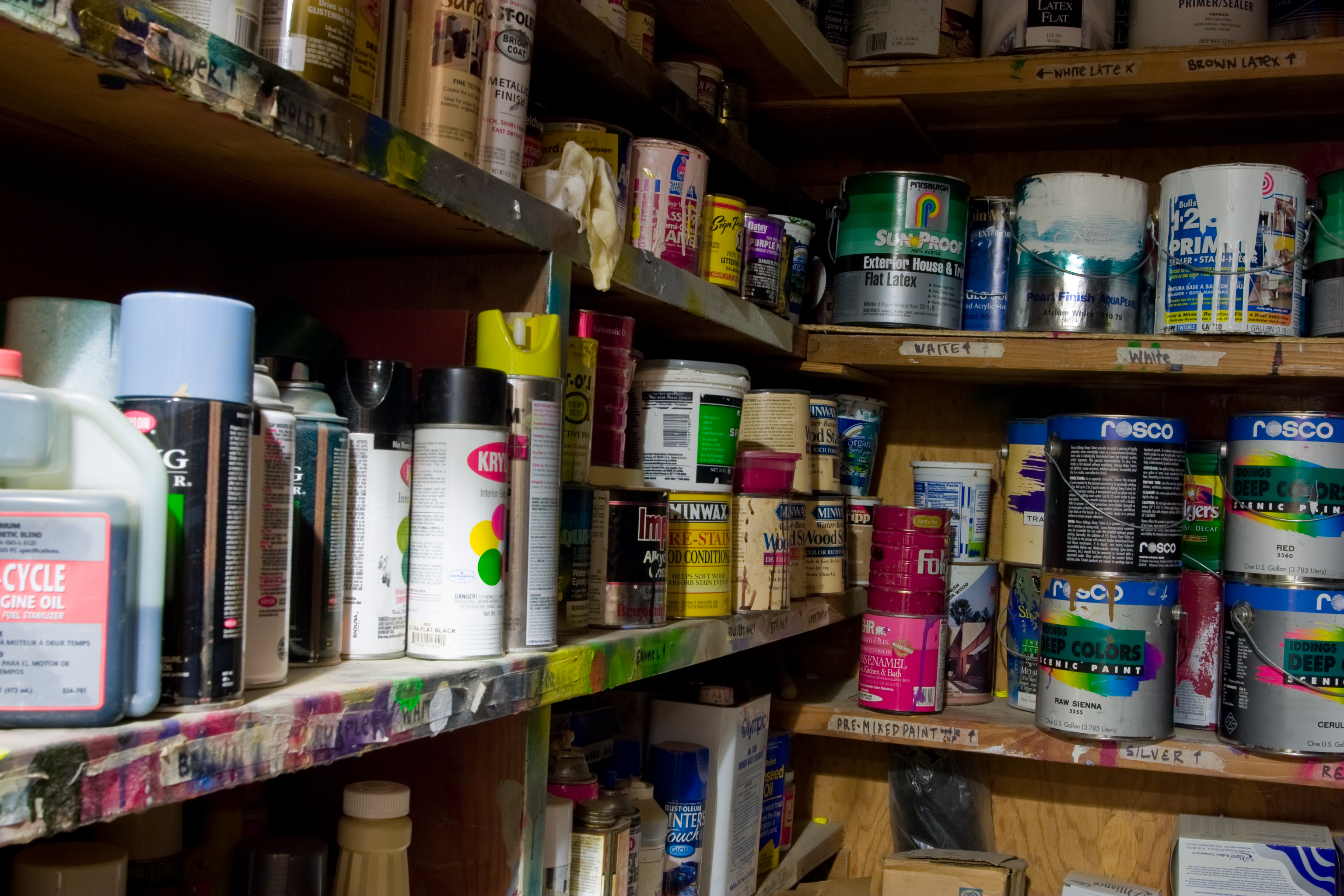
مجموعة متنوعة من الدهانات.

يتنوع التأثير البيئي للدهان. فمواد وعمليات الدهان التقليدية يمكن أن يكون لها تأثيرات ضارة على البيئة، بما في ذلك تلك الناتجة من استخدام الرصاص والإضافات الأخرى. ويمكن اتخاذ تدابير للحد من التأثير البيئي، بما في ذلك التقدير الدقيق لكميات الدهان وبذلك يتم التقليل من الفقد، وكذلك استخدام الدهانات، والطلاء، وملحقات الدهان، والتقنيات المفضلة بيئيًا.
تعتبر توجيهات وكالة حماية البيئة الأمريكية (USEPA) وتصنيفات جرين ستار بعض المعايير التي يمكن تطبيقها.

## المشكلات

### مركبات عضوية متطايرة قليلة وغيرها من الدهانات المفضلة بيئيًا
المركبات العضوية المتطايرة هي غازات تنبعث من مواد صلبة أو سائلة مختلفة، وكثير منها له آثار صحية سلبية قصيرة وطويلة الأجل. وغالبًا ما تحتوي المذيبات في مواد الدهان التقليدية على كميات عالية من المركبات العضوية المتطايرة. فالدهانات التي تحتوي على كميات قليلة من المركبات العضوية المتطايرة تحسّن من جودة الهواء الداخلي وتقلل الضباب في المدن. وتشمل الخصائص المفيدة لتلك الدهانات: رائحة أقل، وتركيبة هواء نظيفة، وتقنية أكثر أمنًا، وكذلك دوامًا متميزًا، وقابلية للغسل.
وتشمل أنواع الدهان التي تحتوي على مركبات عضوية متطايرة قليلة: دهان اللاتكس (المعتمد على الماء)، ودهان اللاتكس المعاد تدويره (المعتمد على الماء)، ودهان الأكريلك، ودهان اللبن.
يمكن فحص ملصقات حاويات الدهان للتحقق من المعلومات التالية:
- ينبغي أن يحتوي الدهان على < 50 جرامًا في اللتر (جم/لتر) من المركبات العضوية المتطايرة، حتى يعتبر منخفض المركبات العضوية المتطايرة.
- ينبغي أن يحتوي الدهان على < 5 جرامات في اللتر (جم/لتر) من المركبات العضوية المتطايرة، حتى يعتبر منعدم المركبات العضوية المتطايرة.
- تتراوح نسبة المواد الصلبة بين 25 و45%، وكلما ارتفعت نسبة المواد الصلبة، قلّت المركبات العضوية المتطايرة.[3]

في الولايات المتحدة، يكون للعناصر التي تحتوي على مكونات سامة أرقام تسجيل من أي من:
1. وكالة حماية البيئة الأمريكية (EPA)
2. إدارة السلامة والصحة المهنية (OSHA)
3. وزارة النقل الأمريكية (DOT)

### دهان مضاد للنمو الفطري
يستخدم الدهان المضاد للنمو الفطري (أو الدهان السفلي) لحماية هياكل السفن من النمو الفطري] بواسطة الكائنات البحرية. ويحمي الدهان المضاد للنمو الفطري السطح من التآكل ويمنع وصوله للسفينة نتيجة تراكم الكائنات البحرية. وتحتوي هذه الدهانات على مركبات القصدير العضوية مثل ثلاثي بوتيل القصدير (TBT)، والتي تعتبر مواد كيميائية سامة ذات آثار سلبية على الإنسان والبيئة. وتعتبر مركبات ثلاثي بوتيل القصدير ملوثات عضوية مستديمة بنسبة متوسطة إلى عالية، وتركز سلسلة غذاء حيوية للحيوانات البحرية المفترسة. ومن الأمثلة الشائعة، ترشيح مركب TBT من الدهانات البحرية إلى البيئة المائية، مما يتسبب في أضرار غير قابلة للإصلاح للحياة المائية. كما قد تم ربط مركب ثلاثي بوتيل القصدير بالسمنة لدى الإنسان، حيث يستحث الجينات التي تسبب نمو الخلايا الدهنية.
كما يضر مركب ثلاثي بوتيل القصدير بعض الكائنات البحرية، مثل الحلزون البحري. حيث يجعلهم يعانون من الإمبوسيكس: حيث ينمو لدى الإناث خصائص جنسية ذكرية مثل العضو الذكري. وبذلك تعانين من العقم أو حتى الوفاة. وفي الحالات الشديدة، ينمو لدى الذكور حويصلات البيض.
تشمل بدائل مركب TBT الدهانات المضادة للنمو الفطري الحيوية والدهان الإلكتروني.

### المعادن الثقيلة
تستخدم المعادن الثقيلة في الدهانات، وهي محفوفة بالمخاوف بسبب سميتها العالية عند التعرض لها، وبسبب أنها تتراكم في السلسلة الغذائية.
الرصاص
دهان الرصاص هو الدهان المحتوي على الرصاص كمادة ملوِّنة. كما يضاف الرصاص أيضًا إلى الدهان لتسريع جفافه، وزيادة مدة دوامه، والإبقاء على شكله جديدًا، ومقاومة الرطوبة التي تسبب التآكل. ولا يزال الدهان المحتوي على قدر كبير من الرصاص يستخدم في الصناعة ومن قبل الجيش. فعلى سبيل المثال، تجده مستخدمًا في دهان الطرق وحارات انتظار السيارات. إن الرصاص معدن سام يمكنه إتلاف الاتصالات العصبية (خاصة في الأطفال الصغار) وإحداث اضطرابات بالدم والمخ. وبسبب قلة تفاعليته وذوبانيته، فلا يحدث التسمم بالرصاص عادة إلا في حالة انتشاره، كما يكون عند صنفرة الدهان المحتوي على الرصاص قبل إعادة الدهان.
الكروم
لا يزال الدهان الأولي المحتوي على كروم سداسي التكافؤ يستخدم بكثرة في تطبيقات إعادة طلاء الطائرات والسيارات. وقد استخدمت كرومات الزنك كمادة ملوِّنة لدهان الرسامين، المعروفة بالزنك الأصفر أو الأصفر 36. وهي سامة بدرجة عالية ونادرًا ما تستخدم الآن.

## تخفيف الأضرار
استجابة للمخاوف البيئية والصحية، يقدم بعض من مصنعي الدهانات اليوم بدائل صديقة للبيئة. كما تم في بعض الدول تطبيق عملية إعادة تدوير الدهان على الدهان الفائض وإعادة بيعه.
تتوفر منتجات مثل ECOBOND LBP لمعالجة الرصاص. يمكن للروابط الإيكولوجية تغيير الرصاص كيميائيًا ليصبح أقل تطفلاً وبذلك يكون أخف تأثيرًا على البيئة.

## وصلات خارجية
- Green Painters Australia Assoc.